# ایزابل اوبر
ایزابل اوبر (به فرانسوی: Isabelle Aubret) (زاده ۲۷ ژوئیه ۱۹۳۸) خوانندهٔ زن فرانسوی است.
اوبر در سال ۱۹۶۲ در مسابقه یوروویژن شرکت کرد و برنده شد. او تا سال ۲۰۲۰ بیش از ۲۰ آلبوم ترانه منتشر کرده و دارندهٔ جوایز متعددی است.

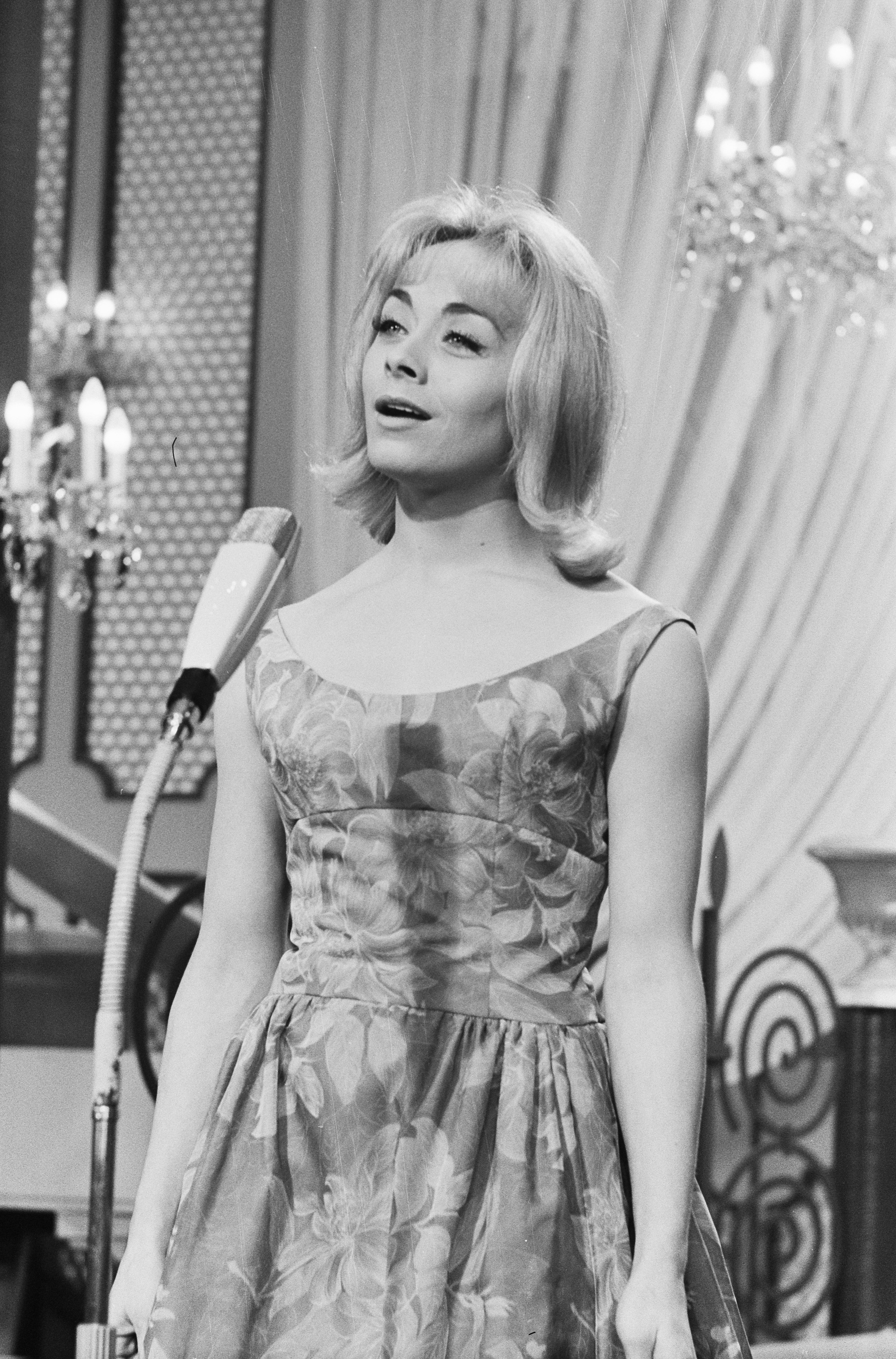
ایزابل اوبر در سال ۱۹۶۲ در مسابقه یوروویژن.